# Eriosoma ulmi
Eriosoma ulmi là một loài côn trùng trong họ Aphididae. Loài này được Linnaeus miêu tả khoa học đầu tiên năm 1758.
Đây là loài gây hại phát triển phổ biến ở Uzbekistan.